# Tantamanni
Tantamanni är en liten ö i Haparanda skärgård. Det finns ingen som bor fast på ön, men det finns två stugplatser som används av fiskare.